# Fully Qualified Name
Fully Qualified Name (FQN) används mest i IT-sammanhang där en entitet (till exempel en fil) oftast har ett kort namn, respektive ett unikt Fully Qualified Name som anger kontextuellt var namnet hör hemma.
Fully Qualified File Name (FQFN) är det unika, fullständiga namnet på en fil. Som regel innehåller FQFN den exakta sökvägen till filen.
Exempel för en dator med Windows: Om det finns en fil kallad mittbrev.txt i datorn är just mittbrev.txt filnamnet. Dess FQFN är dock filnamnet, inklusive information om exakta lagringsplatsen på datorn, till exempel  C:\Mina Dokument\mittbrev.txt.
FQFN är, till skillnad från ett filnamn, unikt. Man kan alltså ha två filer som heter mittbrev.txt lagrade på olika platser i datorn, men man kan bara ha en C:\Mina Dokument\mittbrev.txt.
Den exakta sökvägen och filsystem skiljer sig åt i olika operativsystem och programmeringsspråk, men de har alla ett sätt att ange FQFN för en fil.
Att känna till en FQN underlättar när man vill söka efter filen. Om filen har FQN C:\Mina Dokument\mittbrev.txt kan datorn hämta den direkt. Om man bara känner till mittbrev.txt måste man låta datorn söka efter filen. 